# ジョージ・オズボーン (第8代リーズ公爵)
第8代リーズ公爵ジョージ・ゴドルフィン・オズボーン（英語: George Godolphin Osborne, 8th Duke of Leeds、1802年7月16日 – 1872年8月8日）は、イングランド貴族。

## 生涯
初代ゴドルフィン男爵フランシス・ゴドルフィン・オズボーンと妻エリザベス・シャーロット（Elizabeth Charlotte、1780年3月21日 – 1847年4月17日、旧姓イーデン（Eden）、初代オークランド男爵ウィリアム・イーデンの娘）の息子として、1802年7月16日にケンブリッジシャーのゴグ・マゴグ・ヒルズで生まれた。1819年11月27日にオックスフォード大学クライスト・チャーチに入学した。
1850年2月15日に父が死去すると、ゴドルフィン男爵位を継承した。貴族院では自由党に所属した。
1859年5月4日に伯父第6代リーズ公爵ジョージ・ウィリアム・フレデリック・オズボーンの息子にあたる第7代リーズ公爵フランシス・ジョージ・ゴドルフィン・ダーシー＝オズボーンが死去すると、リーズ公爵位を継承した。
1872年8月8日にゴグ・マゴグ・ヒルズで死去、息子ジョージ・ゴドルフィンが爵位を継承した。

## 家族
1824年10月21日、パリでハリエット・エマ・アランデル・ステュアート（Harriet Emma Arundel Stewart、1800年ごろ – 1852年10月28日、初代グランヴィル伯爵グランヴィル・ルーソン＝ゴアとベスバラ伯爵夫人ヘンリエッタ・ポンソンビーの庶出の娘）と結婚、4男4女をもうけた。
- ジョージ・ゴドルフィン（1828年8月11日 – 1895年12月23日） - 第9代リーズ公爵
- フランシス・ジョージ・ゴドルフィン（Francis George Godolphin、1830年4月6日 – 1907年3月6日） - 1854年7月4日、マティルダ・キャサリン・リッチ（Matilda Katharine Rich、1914年1月19日没、ジョン・S・リッチの娘）と結婚、子供あり
- スーザン・ジョージアナ・ゴドルフィン（1903年11月14日没） - 1864年6月22日、ヘンリー・ジョン・ミルバンク（Henry John Milbank、1872年6月4日没、マーク・ミルバンクの息子）と結婚、子供あり
- ダーシー・ゴドルフィン（1834年6月14日 – 1895年3月20日） - 1887年12月6日、アニー・レイコック（Annie Laycock、1935年2月9日没、旧姓アルヒューセン（Allhusen）、ロバート・レイコック（英語版）の未亡人、クリスチャン・アルヒューセンの娘）と結婚
- ウィリアム・ゴドルフィン（1835年8月28日 – 1885年12月26日） - 1859年9月8日、メアリー・キャサリン・ヘッドリー（Mary Catherine Headley、1920年没、ジョン・ヘッドリーの娘）と結婚、子供あり
- エマ・シャーロット・ゴドルフィン（1906年5月24日没）
- シャーロット・ゴドルフィン（1914年3月25日没）
- ブランシュ・ゴドルフィン（Blanche Godolphin、1917年2月13日没） - 1869年9月16日、チャールズ・ヘンリー・モリス（Charles Henry Morris、1887年10月12日没、第2代準男爵サー・ジョン・モリスの息子）と結婚、子供あり